# حسين حسين حسين خميس
حسين حسين حسين خميس برلماني يمني، عضو في مجلس النواب، عضو لجنة السلطة المحلية بالمجلس عن الدورة البرلمانية 2003-2009 والكتلة البرلمانية لنواب حزب المؤتمر الشعبي العام عن الدائرة الانتخابية رقم (242) بمحافظة المحويت. من مواليد 1940، في بني خميس، مديرية شبام كوكبان محافظة المحويت. توفي في المستشفى العسكري بصنعاء عام 2014

## فترة المجلس
باتفاق عرف باسم «إتفاق فبراير» مُددت فترة المجلس لمدة عامين، وبقيام ثورة الشباب اليمنية لم تُجرَ الانتخابات، وبحسب إتفاق المبادرة الخليجية مُددت لمدة عامين آخرين حتى 2013 . ولكن نظراً للأزمة السياسية المستمرة منذ ذلك العام ونشوب الحرب القائمة منذ 2015 لم يتسنى انتخاب مجلس نواب جديد، ولا تزال الشرعية متجسدة في المجلس المنتخب عام 2003 حتى اليوم.